# Bundesstraße 466
Die Bundesstraße 466 (Abkürzung: B 466) führt von Mühlhausen im Täle (A 8) durch das obere Filstal nach Geislingen an der Steige, wo sie in die B 10 in Richtung Göppingen mündet. In Süßen zweigt sie wieder von der B 10 ab und verläuft in östliche Richtung über Donzdorf, Lauterstein, Böhmenkirch nach Heidenheim an der Brenz, wo Anschluss an die B 19 und die Autobahn A 7 gegeben ist. Von dort führt der weitere Verlauf in nordnordöstlicher Richtung über Neresheim, weiter nach Nördlingen (B 25), Gunzenhausen (B 13) und Kammerstein  nach Schwabach bei Nürnberg, wo sie nach Querung der A 6 in die B 2 einmündet.
Die Gesamtlänge beträgt ca. 156 Kilometer.
Obwohl eine Ortsumfahrung von Donzdorf (3,5 km, 11,7 Millionen €) im Bundesverkehrswegeplan 2003 nur unter „Weiterer Bedarf“ mit niedriger Priorität eingestuft ist, wurde eine 4,3 Kilometer lange Umfahrung, die wegen schwieriger topographischer Verhältnisse rund 16,9 Millionen Euro gekostet hat, am 10. Juli 2010 freigegeben. Dabei handelt es sich jedoch nicht um einen Bundesstraßen-Neubau, sondern um die neue Kreisstraße 1402 im Landkreis Göppingen. Die Gesamtkosten betragen 16,86 Millionen €, das Land Baden-Württemberg unterstützte die Straßenbaumaßnahme mit 11,44 Millionen €. Um die Straße mit Baukosten von rund 19 Millionen Euro zu realisieren, griff die Gemeinde zur Selbsthilfe und hat die Straße für den Landkreis gebaut bzw. sie diesem geschenkt. Das ermöglichte eine 70-prozentige Förderung des Projektes aus Mitteln des Gemeindeverkehrsfinanzierungsgesetzes (GVFG).